# アンドレイ・ヴォロニーヒン

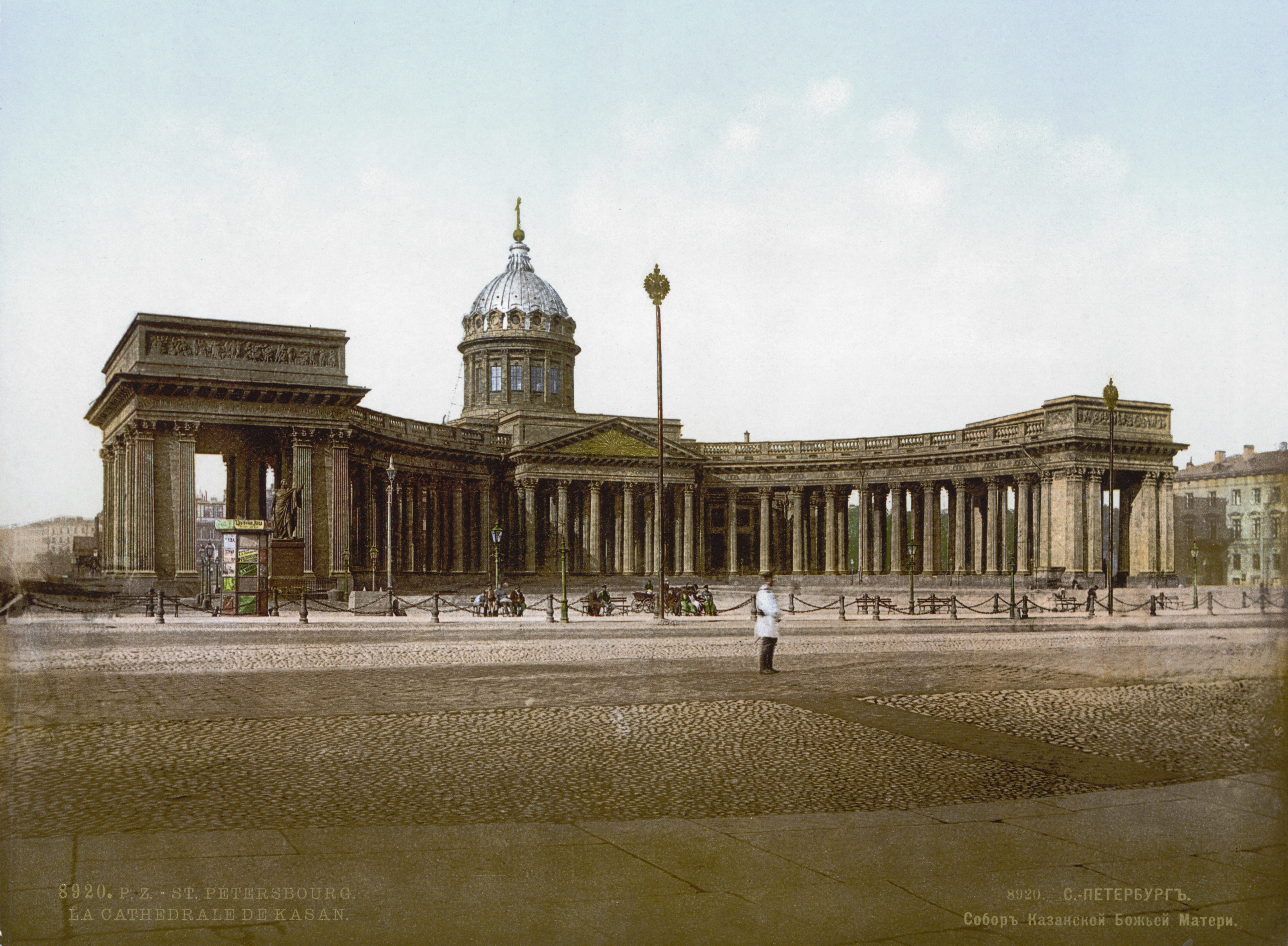
カザン聖堂

アンドレイ・ヴォロニーヒン（Andrey Voronikhin、1759年10月28日 - 1814年3月5日）は、ロシアの建築家。クラシシズムの巨匠。教育人としても優れ、コンスタンチン・トーンらを育てた。 
ストロガノフ伯爵家の農奴の息子として生まれる。
コンペティションでかち取ったカザン聖堂は、ロシアでは例のない優美さと規模を誇る教会建築として知られる。
その他の作品はベテルフルグ鉱山大学、桃色のバウィリオン（バーヴロフスク）などがある。